# Ducato di Sassonia-Lauenburg
Il Ducato di Lauenburg, conosciuto anche come Ducato di Sassonia-Lauenburg, era un ducato medioevale sovrano (Reichsfreiheit e seggio al Reichstag) della regione sud-est dello Schleswig-Holstein e che aveva il suo centro territoriale nel moderno distretto di Lauenburg.
Oltre ai territori attorno alla città di Lauenburg/Elbe, altri territori si aggiunsero al ducato: le terre di Hadeln nell'area del delta del fiume Elba e Amt Neuhaus nel distretto di Lüneburg. Il ducato venne fondato dalle spartizioni del Ducato di Sassonia. Le residenze dei duchi furono a Ratzeburg ed a Lauenburg.
Nel 1890 il titolo ducale fu concesso al principe Otto von Bismarck; oggi, a ricordo dell'antico ducato, esiste il Circondario del ducato di Lauenburg.

## Storia

Lo stemma del ducato di Sassonia-Lauenburg come stabilito dal duca Giulio Francesco e confermato dall'imperatore Leopoldo I nel 1671.

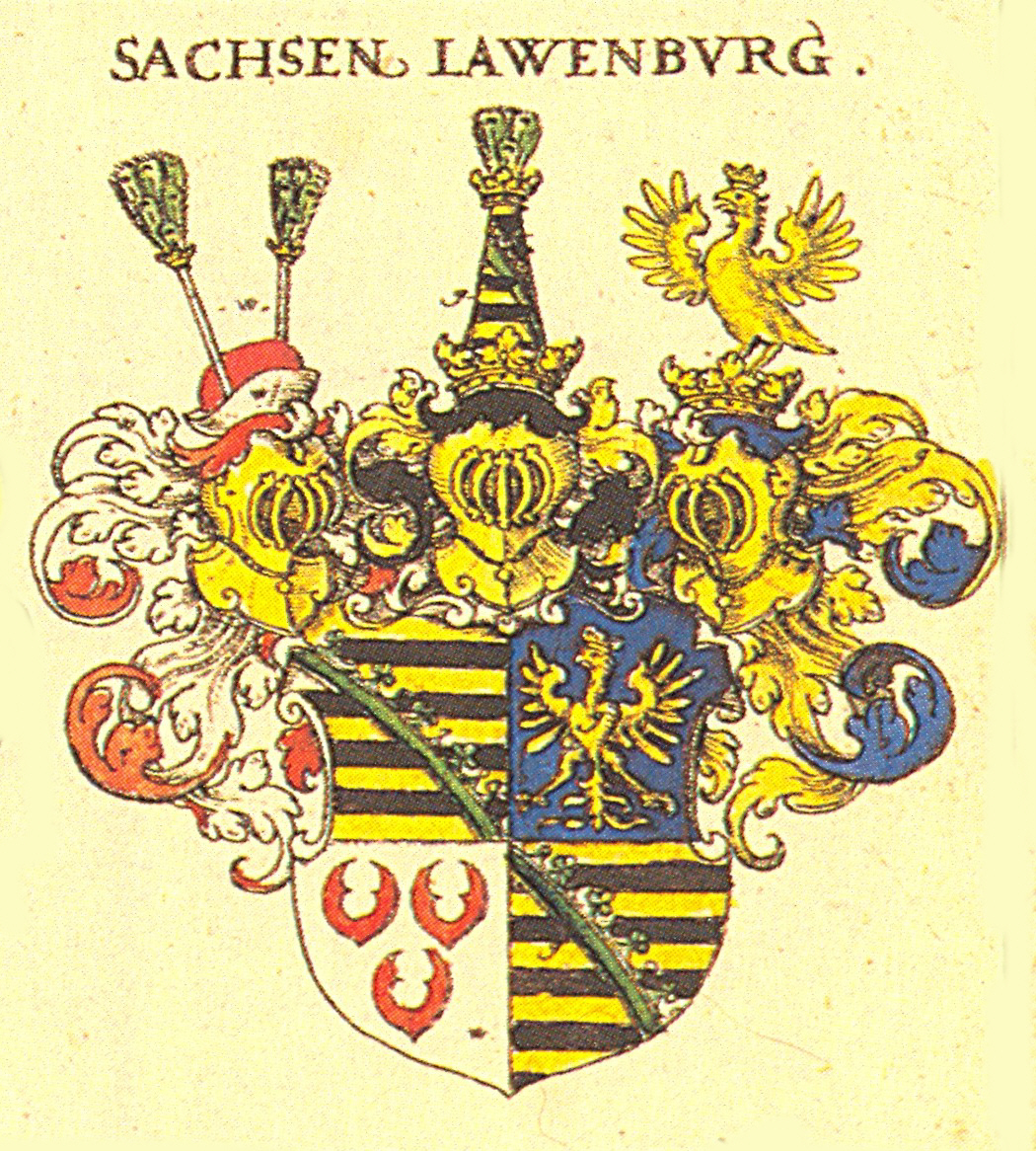
Stemma del Sassonia-Lauenburg nel 1605.

Stemma di Lauenburg usato durante l'amministrazione prussiana.

Il ducato venne fondato dalla partizione del Ducato di Sassonia nei ducati di Sassonia-Lauenburg e Sassonia-Wittenberg come stato sovrano dell'impero nel 1260 con Giovanni I (1260-1285). Le residenze dei duchi furono tradizionalmente nelle città di Ratzeburg e Lauenburg/Elbe. Per diverso tempo questi reclamarono il diritto elettorale ed il titolo di Grande Elettore alla famiglia regnante in Sassonia.
Nella disputa del 1314 sorta nell'elezione dei due re di Germania, l'Asburgo Federico III ed il cugino Ludovico IV di Wittelsbach, quest'ultimo ricevette cinque dei sette voti, dei quali uno dall'arcivescovo-elettore Baldovino di Lussemburgo di Treviri, il re-elettore di Boemia Giovanni di Boemia, il duca Giovanni II di Sassonia-Lauenburg, l'arcivescovo elettore Pietro di Aspelt di Magonza, il principe-elettore Valdemaro di Brandeburgo.
Nell'elezione Federico d'Asburgo ricevette i voti del re illegittimo Enrico di Boemia, l'arcivescovo elettore Enrico II di Virneburg di Colonia, il principe-elettore Rodolfo I di Baviera e il duca Rodolfo I di Sassonia-Wittenberg. Ad ogni modo, solo Ludovico di Baviera, infine, divenne Imperatore e la bolla d'oro del 1356 stabilì di concedere ai Sassonia-Wittenberg il titolo di elettori.
I tre figli di Giovanni I nel 1305 si dividono lo stato finché, estintasi la linea primogenita di Bergedorf Mölln (1401), il ducato è riunificato da Johann IV della linea minore di Ratzeburg Lauenburg; nel 1356, con la Bolla d'oro, la famiglia acquista la dignità ereditaria di Grande Elettore dell'impero. Nel 1586 il ducato, con capitale Laue an der Elbe, diviene protestante e ha col duca Franz II (1581-19) una costituzione che rimane in vigore fino al 1853.
Con il decesso dell'ultimo duca, il cattolico e filoimperiale Julius Franz (1666-89), lo stato passa ai duchi di Brunswick Lunenburg (1690) del ramo di Celle (-1705) poi al ramo degli elettori di Hannover, il cui riconoscimento imperiale a favore dell'elettore avviene con diploma del 27.4.1710. Julius Franz lascia due figlie: Anne Marie Franziska (1672-41), vedova del conte palatino Philipp Wilhelm duca von Neuburg (-1693), che sposa (1697) l'ultimo granduca di Toscana, Gian Gastone dei Medici (-1737), e Maria Sibylla Augusta (1675-33) che sposa (1695) il margravio Ludwig Wilhelm di Baden Baden (1655-07). Lo stato dal 1728 è riconfermato feudo dell'impero ed amministrato dall'elettorato di Hannover in modo semiautonomo fino al 1876, quando diviene provincia prussiana.

## Duchi di Sassonia-Lauenburg

### Casa degli Ascani (1260-1689)
- Giovanni I, 1260–1285

- Giovanni II, 1285–1305, con
- Alberto I, 1285–1305, con
- Eric I, 1285–1305

Nel 1305 i fratelli suddivisero il territorio paterno, dando vita alle linee di Bergedorf-Mölln e di Ratzeburg-Lauenburg.
Linea di Bergedorf-Mölln
- Giovanni II, 1305–1321
- Alberto II, 1321–1343
- Giovanni III, 1343–1356
- Alberto III, 1356–1370
- Eric IV, 1370–1401

Nel 1401 la linea principale si estinse e Lauenburg andò alla linea di Ratzeburg-Lauenburg.
Linea di Ratzeburg-Lauenburg
- Alberto I, 1305–1308
- Eric I, 1308–1361
- Eric II, 1361–1368
- Eric III, 1368–1412

Nel 1401 la linea ereditò anche i possedimenti della linea estinta dei Bergedorf-Mölln e costituì il Ducato di Sassonia-Lauenburg .
- Eric V, 1412–1436, con
- Giovanni IV, 1412 – 1414
- Bernardo, 1436–1463
- Giovanni V, 1463–1507
- Magnus I, 1507–1543
- Francesco I, 1543–1581
- Francesco II, 1581–1619, con
- Magnus II, 1581-1599, con
- Maurizio, 1581-1609
- Augusto, 1619–1656
- Giulio I Enrico, 1656–1665
- Francesco III Ermanno, 1665–1666
- Giulio II Francesco, 1666–1689

### Casa dei Guelfi (1689-1803)

#### Casa di Braunschweig–Celle (1689–1705)
- Giorgio I Guglielmo, 1689–1705

#### Casa di Hannover (1705–1803)
- Giorgio II Ludovico, 1705–1727
- Giorgio III, 1727–1760
- Giorgio IV, 1760–1803

### Storia moderna
- alla Francia dal 1803 al 1805
- alla Prussia dal 1805 al 1806
- al Regno di Vestfalia dal 1806 al 1810
- alla Francia dal 1810 al 1814
- unito alla Danimarca dal 1814 al 1864
- alla Prussia dal 1864 al 1945
- dal 1945 è parte della regione dello Schleswig-Holstein